# Lerista ingrami
Lerista ingrami — вид сцинкоподібних ящірок родини сцинкових (Scincidae). Ендемік Австралії.

## Поширення і екологія
Lerista ingrami мешкають на південному сході півострова Кейп-Йорк в штаті Квінсленд, поблизу гирла річки МакАйвер. Вони живуть на прибережних піщаних дюнах.